# Strigognatha strix
Strigognatha strix is een vlinder uit de familie van de Eupterotidae. De wetenschappelijke naam van de soort is voor het eerst voorgesteld door Felix Bryk in een publicatie uit 1944.
De soort komt voor in China en Myanmar.